# 女子頭像 (達文西)
《女子頭像》（La Scapigliata）是列奧納多·達·芬奇繪於1500年左右的畫作，現藏於意大利帕爾馬國家美術館。

## 歷史
《女子頭像》是一幅未完成的作品，最初是在1627年作為貢扎加王朝的收藏品而被文獻提及的。可能和艾波利多·卡蘭德拉（Ippolito Calandra）1531年談到的掛在貢扎加的費德里克二世之妻瑪格麗特·帕列奧羅格的臥室裡的畫作是同一張。
這幅畫是達芬奇成熟時期的作品，成畫年代接近《岩間聖母》和《聖母子與聖安妮、施洗者聖約翰》。

## 外部連結
- 维基共享资源上的相關多媒體資源：女子頭像
- Leonardo da Vinci: anatomical drawings from the Royal Library, Windsor Castle（页面存档备份，存于）, exhibition catalog fully online as PDF from The Metropolitan Museum of Art, which contains material on Head of a Woman (see index)